# 新潟県道189号阿仏坊新町線
新潟県道189号阿仏坊新町線（にいがたけんどう189ごう あぶつぼうしんまちせん）は、新潟県佐渡市内を通る一般県道である。

## 概要

### 路線データ
- 起点：新潟県佐渡市竹田（新潟県道190号阿仏坊竹田線交点）
- 終点：新潟県佐渡市真野新町（新潟県道65号両津真野赤泊線・新潟県道304号真野新町線交点）

## 地理

### 通過する自治体
- 新潟県佐渡市

### 接続する道路
- 新潟県道190号阿仏坊竹田線（起点：佐渡市竹田）
- 新潟県道65号両津真野赤泊線・新潟県道304号真野新町線（終点：佐渡市真野新町）

### 周辺
- 新潟県厚生農業協同組合連合会 真野みずほ病院
- 佐渡市役所 真野行政サービスセンター（旧・真野町役場）
- 佐渡市立真野中学校
- 佐渡市立真野小学校
- JA佐渡 真野支店
- 真野郵便局
- フレッシュ・マツヤ 真野店（スーパーマーケット）
- 阿仏房妙宣寺
- 佐渡国分寺跡公園
- 新町海水浴場

## その他
- 路線名の「阿仏坊」は、起点付近にある「阿仏房妙宣寺」、及び同寺が所在する場所の地名（新潟県佐渡市阿佛坊）に由来する。